# Paul Guillaume (général)
Pour les articles homonymes, voir Paul Guillaume et Guillaume.
Paul Guillaume, né le 4 mai 1744 à Courcelles-Chaussy (Trois-Évêchés), mort le 13 mars 1799 à Brescia (Italie), est un général de la Révolution française.

## États de service
Il entre en service en 1764, comme artilleur dans le régiment de Toul-artillerie, il devient professeur et examinateur des élèves de l’artillerie et du génie en Prusse de 1772 à 1782, puis professeur dans la gendarmerie française avant de se retirer à Vaudoncourt en Moselle. Il devient procureur de la Commune et commandant de la garde nationale du district après la Révolution. 
Le 31 mai 1792, il commande la 1re compagnie franche de la Moselle, et il est nommé chef de brigade le 16 juillet 1793. 
Il est promu général de brigade provisoire le 5 septembre 1793, il est blessé à la bataille de Pirmasens le 14 septembre 1793. Il est envoyé à Paris le 26 septembre suivant pour faire son rapport sur cette défaite. Il est arrêté le 6 octobre 1793, et destitué.
Réintégré à l’armée des Pyrénées-Orientales le 8 août 1794, Il commande l’artillerie légère de la division du général Pérignon, lors de la bataille de la Montagne-Noire du 17 au 20 novembre 1794. Il est confirmé dans son grade et envoyé à l’armée d’Italie le 13 juin 1795, et il intègre la division du général Serrurier le 23 novembre 1795. Le 2 juin 1796, il commande la Peschiera, et il assure la défense de cette ville lors du blocus autrichien du 30 juillet au 6 août 1796. En avril 1797, il prend le commandement de Palmanova.
Il meurt le 13 mars 1799, à Brescia.
Il est le père du général Frédéric François Guillaume de Vaudoncourt (1772-1845).

## Sources
- (en) « Generals Who Served in the French Army during the Period 1789 - 1814: Eberle to Exelmans »
- Docteur Robinet, Jean-François Eugène et J. Le Chapelain, Dictionnaire historique et biographique de la révolution et de l'empire, 1789-1815, volume 2, Librairie Historique de la révolution et de l’empire, 886 p. (lire en ligne), p. 119.
- Étienne Charavay, Correspondance général de Carnot, tome 3, imprimerie Nationale, 1897.
- (pl) « Napoléon.org.pl »